# Острів Успіння
О́стрів Успі́ння (Ассампшин) — маленький острівець в Індійському океані, що знаходиться на півініч від Мадагаскару, і входить до складу Сейшельських островів. Острів Успіння знаходиться на відстані 30 кілометрів від атолу Альдабра і вважається частиною групи Альдабра.
Це кораловий острів, що має площу 11,07 км² та єдине маленьке селище на більш-менш захищеному від вітрів західному узбережжі, оточене казуаріновими деревами; на південь від селища знаходиться покинута плантація кокосових пальм.
Комунікації на острові представлені бетонною стежкою, що йде від селища на схід. Західний берег являє собою практично незайманий пляж довжиною в п'ять кілометрів. На південному узбережжі знаходяться дві великі піщані дюни, одна з яких сягає 32 метрів заввишки, і є найвищою точкою острова.
Завдяки спустошливому ефекту видобутку гуано, що тривав до 1983 року, основну частину ландшафту острова складають практично голі скелі з численними печерами, лише подекуди вкриті рідкою низькорослою рослинністю.
На острові мешкає ендемічний підвид гекона — денний гекон острова Успіння.
Також на острові знято частину документального кінофільму Жака Іва Кусто «Безмовний світ» (Le Monde du silence).